# Parafia Niepokalanego Serca Maryi w Gdyni
Parafia Niepokalanego Serca Maryi w Gdyni – rzymskokatolicka parafia usytuowana w gdyńskiej dzielnicy Karwiny. Kościół parafialny położony jest na styku osiedli Karwiny II oraz Karwiny III przy ulicy Makuszyńskiego. Wchodzi w skład dekanatu Gdynia Orłowo, który należy do archidiecezji gdańskiej.

## Historia
Kościół parafialny Niepokalanego Serca Maryi na Karwinach, mieszczący się przy ul. Makuszyńskiego, powstawał przez niespełna 11 lat – pomiędzy rokiem 1985 a 1996. Projekt kościoła wykonał inż. arch. Tomasz Lew, a kierownikiem budowy był Jan Lehmann. Nadzór nad budową kościoła sprawował inż. Andrzej Kolasiński. Projekt realizacyjny wystroju wnętrza  świątyni wykonali artyści plastycy – mgr inż. arch. Włodzimierz Weyna oraz mgr inż. arch. Jan Chiluta.
Wymiary: 56 m długości, 57 m szerokości, 49,8 m wieży (zwieńczonej 6 m krzyżem); najwyższy punkt stropu znajduje się na wysokości 18 m.
Frontowa elewacja nawiązuje do motywu opiekuńczego płaszcza Madonny, wpisując się w znany na przestrzeni wieków przykład budowli, dedykowanych Matce Bożej, a wznoszonych na rzucie przyziemia.
Kościół ma układ centralny – praktycznie z każdego jego miejsca widoczny jest ołtarz oraz ambona. Wnętrze wznosi się na 4 przęsłach, gdzie pomiędzy środkowymi z nich znajduje się chór muzyczny, którego ściana rozpina się na całej szerokości kościoła podwójną galerią na piętrze. Kościół otoczony jest 7 attykami (5 po lewej, 2 po prawej stronie), do których połaciami schodzi dach budowli.

## Proboszczowie
- 1984–2000: ks. kan. Tadeusz Gawroński[3][4]
- 2000–2008: ks. kan. Jan Gabański[5]
- od 1 VII 2008: ks. kan. mgr Krzysztof Czaja[6] OESSH
  - diecezjalny duszpasterz (gdyńskich) pieszych pielgrzymek na Jasną Górę od 17 X 2010